# Ralf Lienert

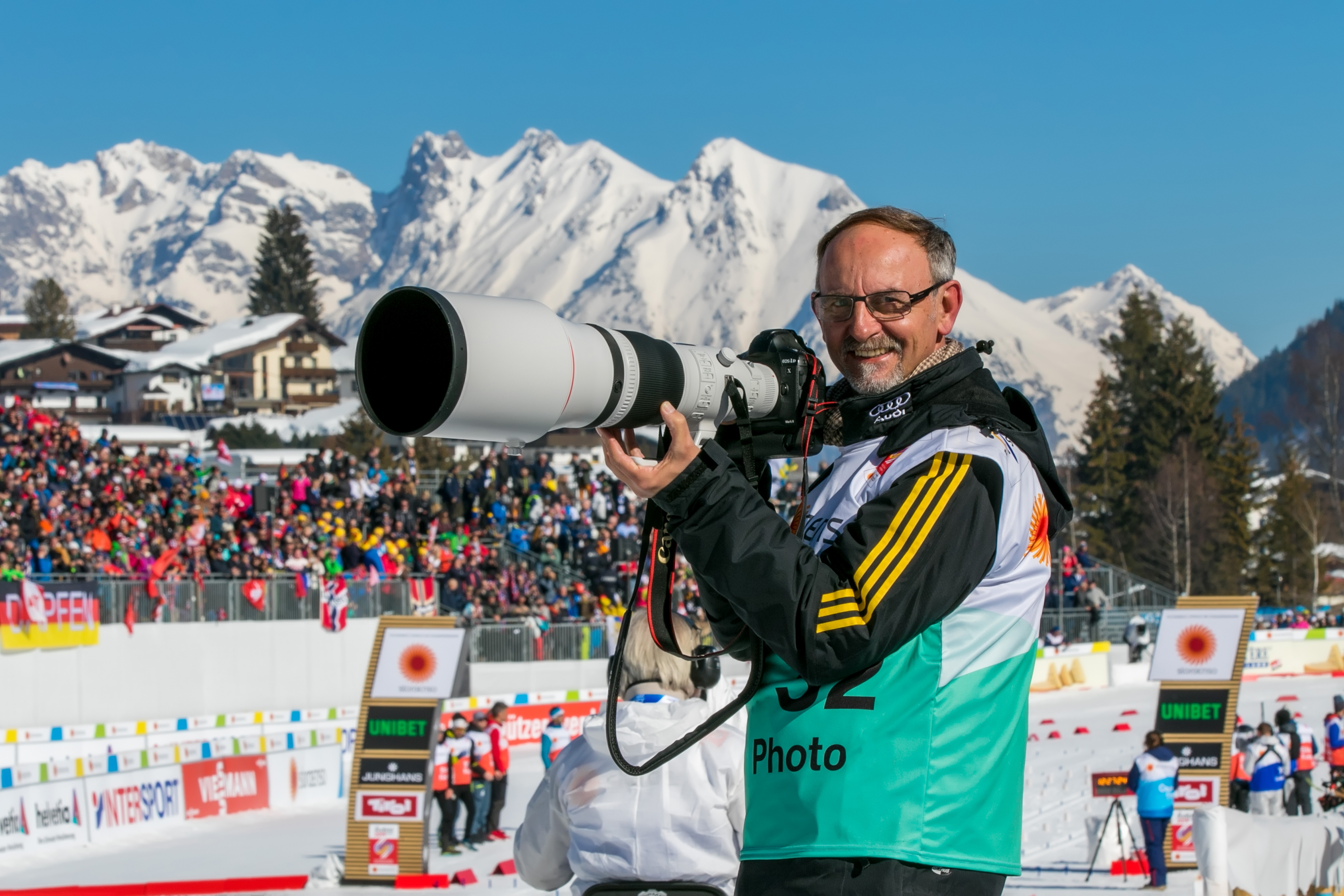
Ralf Lienert bei der Nordischen Ski-WM 2019 in Seefeld/Tirol

Ralf Lienert (* 20. August 1963 in Kempten (Allgäu)) ist ein deutscher Fotograf, Journalist und Buchautor sowie leitender Bildredakteur des Allgäuer Zeitungsverlags (AZV). Ralf Lienert arbeitete an zahlreichen Büchern über Kempten und das Allgäu mit.

## Leben
Nach fotografischer und kaufmännischer Ausbildung folgte ein Volontariat und 1991 die Übernahme als Redakteur bei der Allgäuer Zeitung.
Er ist Mitglied im Heimatverein Kempten und hält dort Vorträge und zeigt Fotoausstellungen über die Stadtgeschichte Kemptens. Lienert setzte zusammen mit Eugen Ehlers aus Kempten die Panoramatafeln auf dem Buchenberg, am Jägerdenkmal und auf der Halde um. Mit Bruno Steinmetz aus Kempten gestaltete er im Calgeerpark die Schautafel zum Schlangenbach.

## Ehrenamtliche Tätigkeiten
Das kirchliche und soziale Engagement von Lienert begann 1979 als Pfarrjugendleiter in Kempten-St. Lorenz. 1980 wurde er Leiter der DPSG St. Lorenz, den Trägerverein führte er von 1986 bis Ende 2022 an. Er war DPSG-Bezirksvorsitzender Allgäu, ebenso führte er den BDKJ in Kempten an. Im Stadtjugendring Kempten war er 1986 bis 2007 Vorstandsmitglied, davon in den Jahren 1989 bis 2005 stv. Vorsitzender. Im Aktionsbündnis Allgäu gehört er seit 2005 dem Vorstand an. Im Lions Club Kempten (Allgäu) war er in den Jahren 2002/2003 sowie 2022/23 Präsident.

## Auszeichnungen
Landtagspräsidentin Ilse Aigner zeichnete ihn 2023 mit dem Bayerischen Verfassungsorden aus.

## Diskurs um Nationalsozialismus
Im Rahmen seiner Arbeit als Redakteur der Allgäuer Zeitung kritisierte Lienert unter dem Titel „Schlampig recherchiert“ im Juni 2020 den Vortrag mit dem Titel „Volksgemeinschaft, Führerkult und Terror. Der Nationalsozialismus in Kempten“ der Historikerin Martina Steber vom Institut für Zeitgeschichte. Er behauptete, die Historikerin habe falsche Fakten genannt, zudem hätte Steber den früheren Oberbürgermeister Otto Merkt „in die braune Ecke gestellt“. Im Gegensatz dazu hebt Lienert in seinen eigenen Publikationen Merkt besonders als Judenretter und lokalen Widerständler des Nationalsozialismus hervor. Merkts politisches Thema der Eugenik (Rassenhygiene) ignoriert Lienert vollständig in seinen Werken (Stand 2019), wie auch andere lokal entstandene Literatur zu Merkt. Das Kulturamt der Stadt Kempten hat zum Bericht Lienerts im Nachhinein eine Stellungnahme zu Gunsten Martina Stebers veröffentlicht und in dieser signalisiert, dass die Geschichtswissenschaft „dabei ausdrücklich nicht die Funktion, verdiente Persönlichkeiten reinzuwaschen“ hat und die „Aufarbeitung der Vergangenheit, nicht zum Schutz lokaler Heiligtümer“ dient. Auch das Institut für Zeitgeschichte widersprach der Kritik Lienerts umfassend. Zeitungsleser bezeichneten Lienerts Zusammenfassung des Vortrags und Kommentar als „verkürzte und exkulpierende Berichterstattung.“ Zudem habe Lienert mit „keinem Wort […] etwa ein besprochenes Zitat erwähnt, welches die menschenverachtende Sichtweise Merkts auf Behinderte und chronisch Kranke“ illustriere. Ein weiterer Leser merkte zu Lienerts Artikel an, „dass die von Steber eingeforderte differenzierte Sichtweise auf OB Otto Merkt in Kempten wohl nicht gewünscht ist.“

## Publikationen
- Der Landkreis Oberallgäu, Kempten 2023, SaLi-Verlag, Kempten, ISBN 978-3-9825065-1-7
- Kempten im Allgäu – Stark im 21. Jahrhundert, Kempten 2022, SaLi-Verlag, Kempten, ISBN 978-3-9825065-0-0
- Kemptener Geheimnisse, Kempten 2022, Bast Medien, Überlingen, ISBN 978-3-946581-89-5
- 100 Jahre Baugenossenschaft Kempten Kempten (Allgäu) 1919–2019, Kempten 2019.
- Kempten im Allgäu: Historische Bilder einer Stadt, Kempten 2018, Tobias Dannheimer – AZV, ISBN 978-3-88881-086-2.
- 125 Jahre Kemptner Hütte, Sektion Allgäu-Kempten des Deutschen Alpenvereins, Kempten 2018, AZV.
- Eins im Geist durch das Band des Friedens. Kempten im Reformationsjahr 2018 (mit Jörg Dittmar u. a.), Kempten 2017, AZV.
- Kempten: Eine faszinierende Geschichte (mit Joachim Weigel), Verlag Tobias Dannheimer – AZV, Kempten 1998, 2007, 2015 (div. Auflagen), ISBN 978-3-88881-031-2.
- Kempten im Allgäu: Bilder einer Stadt, Kempten 2015, Tobias Dannheimer – AZV, ISBN 978-3-88881-079-4.
- 100 Jahre Klosterkirche St. Anton Kempten (Allgäu) 1914–2014 (mit David Wiesner), Kempten 2014, AZV.
- Das neue Klinikum Kempten: 600 Jahre Krankenhausgeschichte. Kempten 2013, AZV.
- 100 Jahre Kloster St. Anton Kempten (Allgäu) 1912–2012 (mit David Wiesner), Kempten 2012, AZV.
- Typisch Kempten: Ein Führer durch die älteste Stadt Deutschlands, Tobias Dannheimer – AZV, Kempten 2010, ISBN 978-3-88881-064-0.
- Ein Tag für Kempten: Eine Führung durch die älteste Stadt Deutschlands (mit Michael Kobr), Kempten 2008, Allgäuer Zeitungsverlag, ISBN 978-3-88006-289-4.
- Kreative Köpfe: Straßen und ihre Namensgeber in Kempten (mit Anna Köhl), Kempten 2007, Tobias Dannheimer, ISBN 978-3-88881-056-5.
- Kemptener Widerstandskämpfer: Alfred Kranzfelder – Franz Sperr (mit Lisanne Hartlieb-Wallthor, Sebastian Schmidt), Marktoberdorf 2008, ISBN 978-3-00-023822-2.
- Sankt Mang – Blicke, Geschichte der Gemeinde 1818–1972, Kempten 2002, BSG Allgäu, ISBN 978-3-936208-27-6.
- Aus meinem Künstlerleben: Hans Wachter, Bildhauer in Kempten (mit Dr. Werner Scharrer) Kempten 2001, AZV.
- Jahrhundertblicke auf Kempten 1900–2000 (mit Franz-Rasso Böck und Joachim Weigel), Kempten 1999, Tobias Dannheimer – AZV, ISBN 3-88881-035-3.
- Die Geschichte der Juden in Kempten, Kempten 1998, AZV.
- Die Chapuis-Villa: Vom Fehrschen Lusthaus zur Villa Viva, Kempten 1996, AZV.
- Wanderwege rund um Kempten: 24 Wandervorschläge (mit Christine Rothauscher), div. Auflagen, Brack-Verlag, ISBN 978-3-928934-62-6.